# Rango (matemáticas)

es una función desde el dominio X al codominio Y. El óvalo amarillo dentro de Y es la imagen de. En algunas ocasiones el término rango puede hacer referencia a la imagen, y en otras al codominio.

En matemáticas, y más específicamente en teoría informal de conjuntos, el rango de una función se refiere al codominio o a la imagen de la función, dependiendo del uso. El uso moderno casi siempre utiliza rango para referirse a la imagen.
El codominio de una función es algún superconjunto arbitrario de imágenes. En análisis real, es el conjunto de los números reales. En análisis complejo, es el de los complejos.
La imagen de una función es el conjunto de todas los resultados de la función. La imagen siempre es un subconjunto (propio o no) del codominio.

## Distinción entre los dos usos
Como el término rango puede tener diferentes significados, se considera una buena práctica definirlo la primera vez que se usa en un libro de texto o artículo.
Los libros antiguos, cuando usan la palabra rango, tienden a usarlo para referirse a lo que ahora se llama codominio. Los libros más modernos, si usan la palabra rango, generalmente la usan para referirse a lo que ahora se llama imagen. Para evitar confusiones, varios libros modernos no usan la palabra rango en absoluto.
Como ejemplo de los dos usos diferentes, considérese la función {\displaystyle f(x)=x^{2}} tal como se usa en análisis real, es decir, como una función opera sobre un número real y genera su cuadrado. En este caso, su codominio es el conjunto de números reales {\displaystyle \mathbb {R} }, pero su imagen es el conjunto de números reales no negativos {\displaystyle \mathbb {R} ^{+}}, ya que {\displaystyle x^{2}} nunca es negativo si {\displaystyle x} es real. Para esta función, si se usa el término rango para referirnos a "codominio", se refiere a {\displaystyle \mathbb {R} }. Cuando se usa rango para significar "imagen", se refiere a {\displaystyle \mathbb {R} ^{+}}.
Como un ejemplo donde el rango es igual al condominio, considérese la función {\displaystyle f(x)=2x}, que opera sobre un número real y calcula su valor doble. Para esta función, el condominio y la imagen son los mismos (la función es sobreyectiva), por lo que la palabra rango no es ambigua; es el conjunto de todos los números reales.

## Definición formal
Cuando rango se usa para significar codominio, la imagen de una función f ya está implícitamente definida. Es (por definición de imagen) el subconjunto (quizás trivial) del rango que es igual a {y | existe un x en el dominio de f tal que y = f (x)}.
Cuando rango se usa para significar imagen, el rango de una función f es por definición {y | existe un x en el dominio de f tal que y = f (x)}. En este caso, el codominio de f no se debe especificar, porque cualquier codominio que contenga esta imagen como un subconjunto (quizás trivial) satisfará la condición.
En ambos casos, la imagen f ⊆ rango f ⊆ codominio f, con al menos una de las inclusiones siendo una equivalencia.